# Майборода Денис Анатолійович
Дени́с Анато́лійович Ма́йборода (15 лютого 1980, м. Кривий Ріг, Дніпропетровська область, Українська РСР — 30 квітня 2017, с. Катеринівка, Попаснянський район, Луганська область, Україна) — український розвідник, сержант Збройних сил України, учасник російсько-української війни, позивний «Красавчик». У мирному житті — гірник, метробудівець, інженер.

## Біографія
Народився 1980 року у місті Кривий Ріг. З 1986 по 1997 рік навчався в середній школі № 112 у Покровському районі м. Кривий Ріг. З дитинства мріяв бути військовим. У шкільні роки брав участь в олімпіадах, мав нагороди, грамоти, грав у футбол, займався кікбоксингом у бійцівському клубі «Барс», м. Кривий Ріг. Вступив до Криворізького педагогічного інституту на кафедру «фізмату» (фізика та інформатика), але вирішив пройти строкову службу, — сам прийшов до військкомату. Служив у місті Кременчук в 23-му окремому аеромобільному прикордонному загоні спеціального призначення.
По завершенні строкової служби у 1999 році повернувся додому та почав працювати в охороні на залізорудній шахті «Родіна» ПАТ «Криворізький залізорудний комбінат». Намагався вступити до Хмельницької академії ДПСУ, або Військової академії (м. Одеса), але не склалося — через фінансове питання. Повернувся на шахту, працював гірником очисного забою. У 2009 році склав вступні іспити до Криворізького технічного університету, отримав диплом інженера-бакалавра, у 2010 році продовжив навчання та здобув диплом спеціаліста Криворізького національного університету, до складу якого на той час увійшов технічний університет. Їздив до Києва, де працював у Метробуді.
Під час російської збройної агресії проти України 4 квітня 2014 року добровольцем пішов до військкомату, виконував завдання на території проведення антитерористичної операції, згодом підписав контракт.
Сержант, старший розвідник — командир 2-го відділення глибинної розвідки 1-го взводу роти глибинної розвідки 131-го окремого розвідувального батальйону, в/ч А1445, с. Гущинці, Вінницька область.
Загинув 30 квітня 2017 року під час виконання бойового завдання неподалік села Катеринівка Попаснянського району, — дістав смертельні поранення внаслідок мінометного обстрілу з боку окупованого селища Молодіжне, ще двоє бійців зазнали поранень.
Похований 3 травня на Алеї Слави Центрального кладовища Кривого Рогу.
Залишилися батьки Ніна Іванівна і Анатолій Володимирович, брат Юрій та 11-річний син Дмитро.

## Нагороди та відзнаки
- Орден «За мужність» III ступеня (22.01.2018, посмертно), за особисту мужність і самовіддані дії, виявлені у захисті державного суверенітету та територіальної цілісності України, зразкове виконання військового обов'язку[6].
- Нагрудний знак «Учасник АТО» (відзнака НГШ).
- Нагрудний знак «За взірцевість у військовій службі» ІІ ст. (відзнака НГШ).
- Нагрудні знаки «За участь у бойових діях УНСО» I та II ст.
- Медаль «За відвагу» («Відвага та честь», ВО «Країна»).
- Нагрудний знак «За заслуги перед містом» ІІІ ступеня (посмертно, відзнака виконкому Криворізької міської ради)[7].

## Вшанування пам'яті
21 вересня 2017 року у Покровському районі Кривого Рогу на фасаді Криворізької ЗОШ І-ІІІ ст. № 112 (вул. Святоандріївська, 10А) урочисто відкрили меморіальну дошку полеглому на війні випускнику школи Денису Майбороді.